# 卵割腔
卵割腔（らんかつこう）は動物の発生の初期に形成される構造で，受精卵が卵割を繰り返して形成される最初の構造でもある。例えばウニの発生では細胞分裂が進むと，その内部に次第に空隙が生じ，桑実胚，胞胚と進む頃にはそのほぼ中央に大きな空洞が生じる。これが卵割腔である。

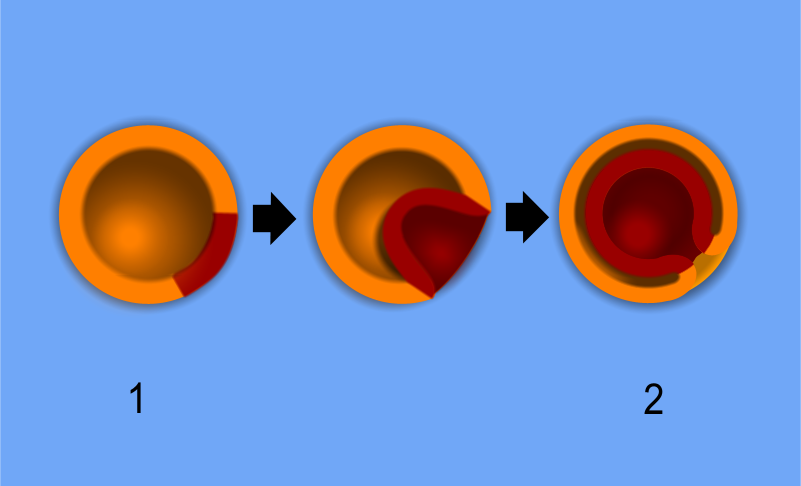
二胚葉動物の原腸陥入：（1）胞胚から（2）原腸胚の形成。外胚葉細胞（オレンジ）の一部は内側に移動して内胚葉（赤）を形成する。

卵割腔が発達すると、受精卵は表面に一層の細胞を並べた中空の構造となる。この時期の胚を胞胚という。この後，原腸が胞胚の中へ陥入することによって形成される。

## 様々な場合
実際には卵割腔は必ず確認できるものではない。刺胞動物などでは卵割が進んでも内部に空隙を生じない例もあり，その場合，ある程度細胞数が増えてきた段階で，これを卵割腔のない胞胚と見なす。これを中実胞胚という。
また，昆虫などでは卵の中央に卵黄が集まる例があり，表面部分のみが卵割を行う。したがって中央にはやはり隙間そのものはないが，これも胞胚と見なす。

## 成体の体との対応
真体腔動物では，卵割腔内に新たに真体腔が形成され，それが発達するにつれ，卵割腔に由来する構造は確認できなくなる。偽体腔動物では，卵割腔がそのまま体腔になる形である。

## ヒトおよびほ乳類の場合

胚盤胞の構造、:en:Endometrium:子宮内膜、:en:Inner cell mass（Embryoblast）:内細胞塊、:en:Trophoblast:栄養膜、Blastocyst cavity（:en:Blastocoele）:卵割腔

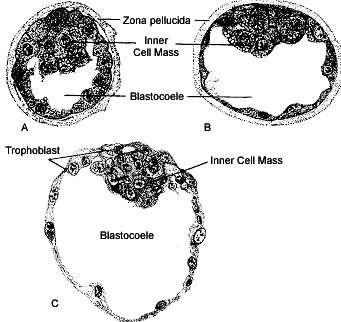

卵割腔(英: blastocoel(e), blastocele)とは液体で満たされた胚盤胞の中央領域を指す。卵割腔は受精卵が有糸分裂により細胞数を増幅する時に胚形成(en:embryogenesis)中に形成される。ただし、これを一般の胚発生における卵割腔と同一視するのは問題がある。